# Lachnocaulon beyrichianum
Lachnocaulon beyrichianum är en gräsväxtart som beskrevs av Sporl. och Friedrich August Körnicke. Lachnocaulon beyrichianum ingår i släktet Lachnocaulon och familjen Eriocaulaceae. Inga underarter finns listade i Catalogue of Life.